# Kavanilesie

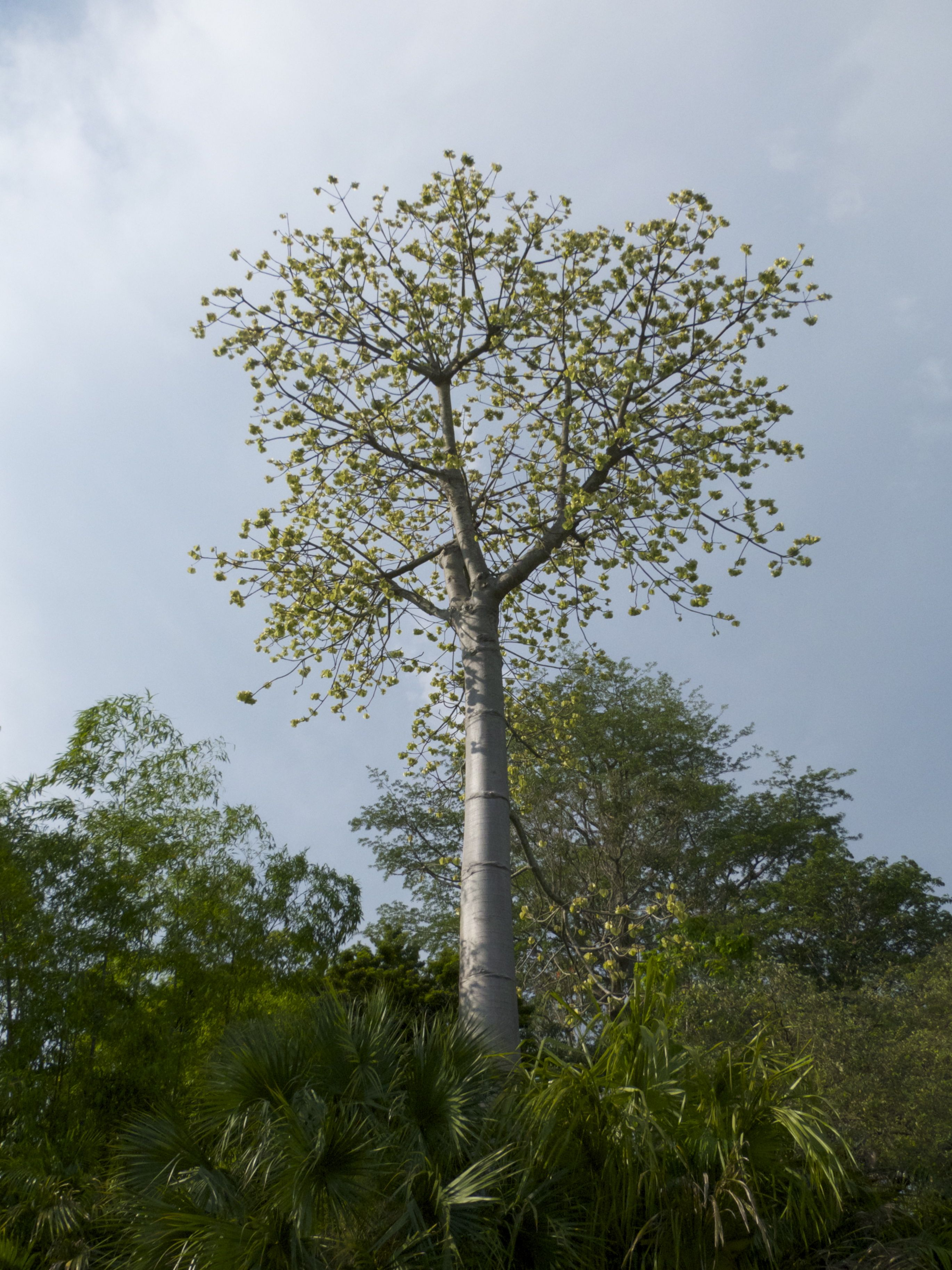
Mladá Cavanillesia platanifolia s plody

Kavanilesie (Cavanillesia) je rod rostlin z čeledi slézovité. Jsou to opadavé stromy, často velmi mohutné a se ztlustlým kmenem. Listy jsou jednoduché, střídavé, s dlanitou žilnatinou, květy pětičetné s mnoha tyčinkami. Plodem je rozměrná křídlatá tobolka. Rod zahrnuje 4 druhy a je rozšířen v tropické Střední a Jižní Americe. V některých oblastech tvoří kavanilesie dominanty lesních porostů a náležejí mezi nejvýznačnější stromy Latinské Ameriky. Lehké a měkké dřevo je používáno zejména na kánoe a rafty a slouží jako náhrada balsy.

## Popis
Kavanilesie jsou opadavé stromy, dorůstající výšky až 45 metrů. Často svojí výškou přesahují zapojené korunní patro pralesa. Kmen je beztrnný, s opěrnými pilíři, ve střední části často ztlustlý. Dřeň kmene je měkká, připomínající balsu. Hlavní větve jsou tlusté, je jich málo a bývají soustředěné v horní části kmene. Listy jsou jednoduché, střídavé, s opadavými palisty. Na bázi i na vrcholu řapíku je pulvinus. Čepel listů je srdčitá nebo vejčitá, celistvá nebo dlanitě laločnatá, tenká nebo kožovitá, s dlanitou žilnatinou.
Květy jsou pravidelné, pětičetné, asi 2 cm velké, uspořádané v okolíkovitých vrcholících. Stromy kvetou v bezlistém stavu. Kalich je zvonkovitý, kožovitý, na vrcholu pětilaločný. Korunní lístky jsou červené nebo okrové, čárkovité až kopinaté, asi 2x delší než kalich. Tyčinek je mnoho a jsou asi do poloviny srostlé v trubičku. Semeník je svrchní, srostlá ze 3 až 5 plodolistů obsahujících po 2 vajíčkách. Plodem je tobolka s 5 podélnými, okrouhlými křídly a středním sloupkem. Plody bývají asi 10 cm dlouhé a většinou obsahují jediné semeno.

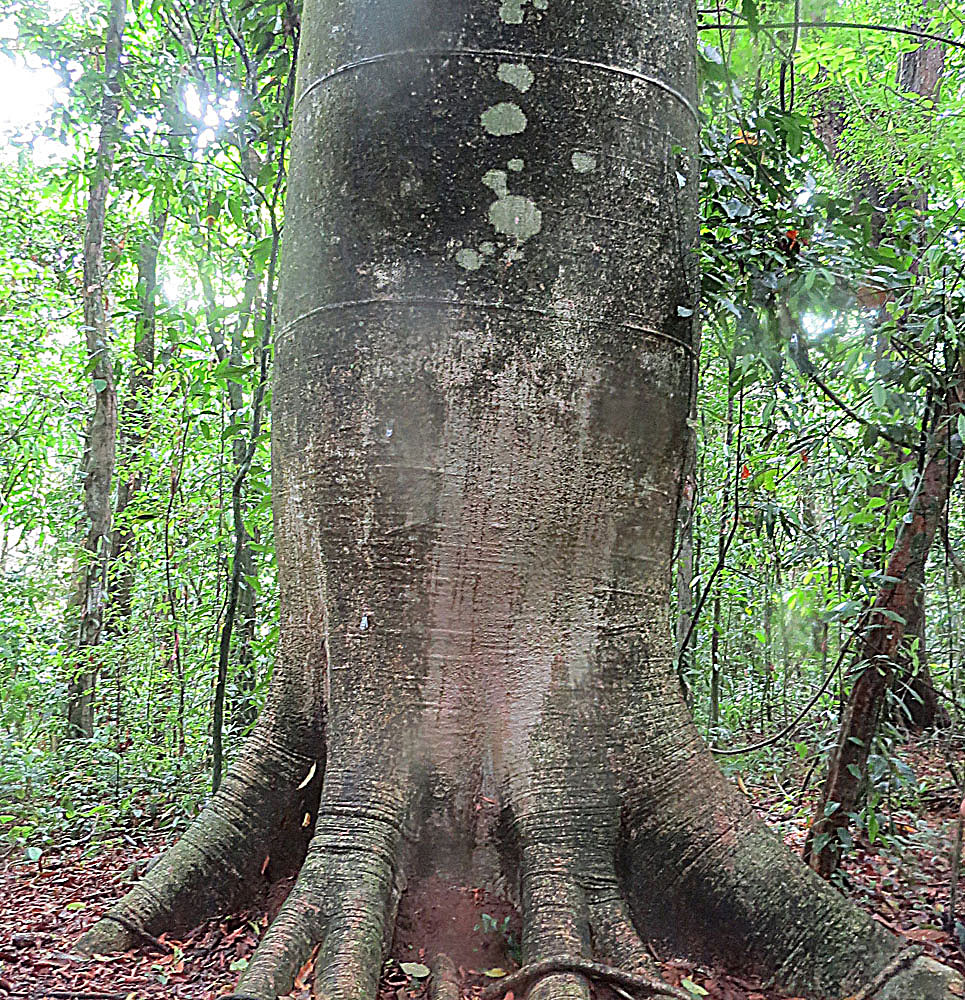
Pata kmene C. platanifolia
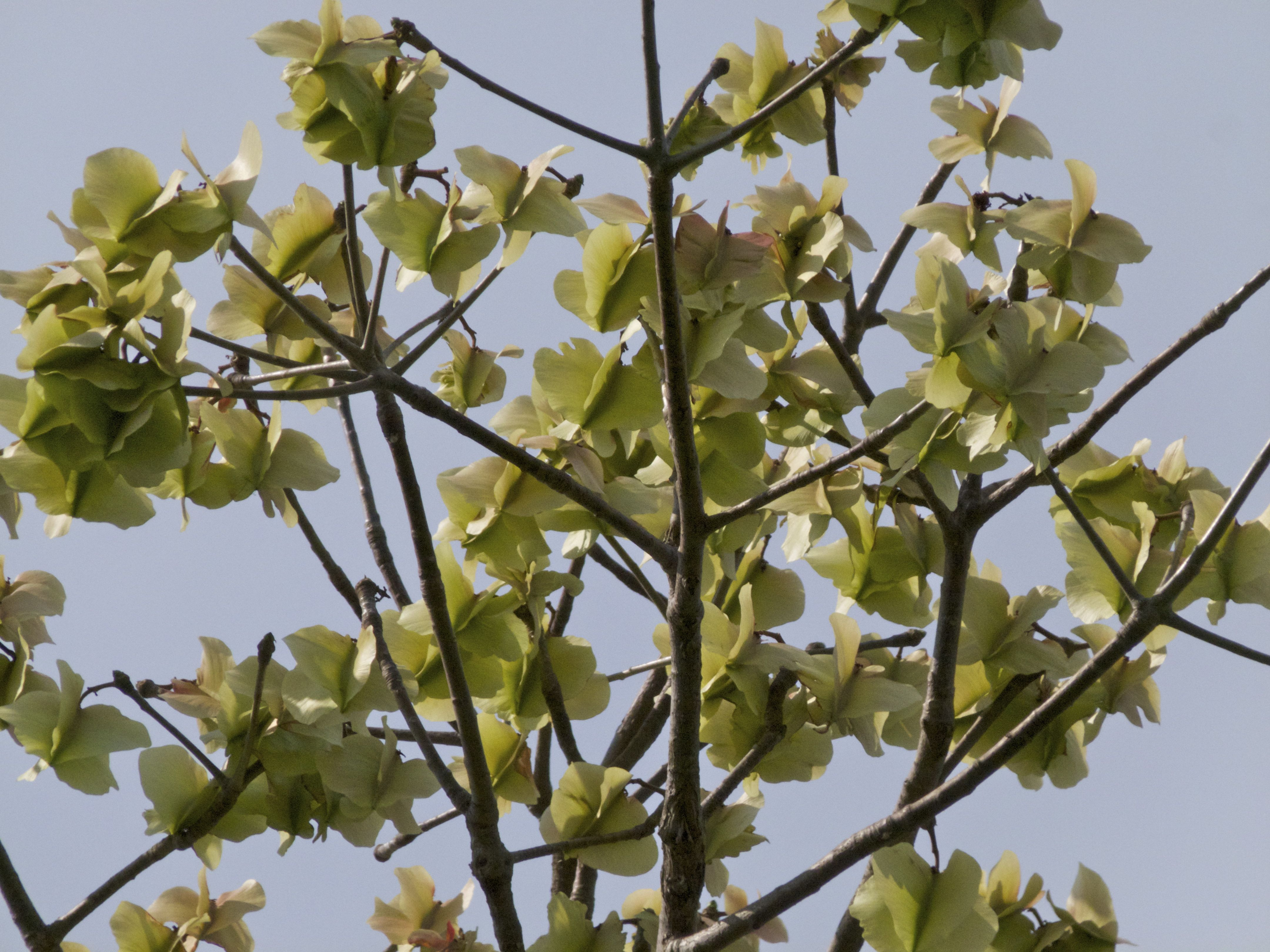
Plody v koruně C. platanifolia

## Rozšíření
Rod kavanilesie zahrnuje 4 druhy a je rozšířen výhradně v tropické Americe. Areál rodu sahá od Kostariky po Peru, severozápadní Bolívii a jihovýchodní Brazílii.
V některých oblastech Latinské Ameriky tvoří kavanilesie dominanty lesních porostů, např. C. platanifolia ve vlhkých lesích jihovýchodní Panamy a suchých lesích západního Ekvádoru.
Druh C. chicamochae je endemit údolí řeky Chicamocha v kolumbijské provincii Santander a byl popsán až v roce 2003. Na rozdíl od ostatních druhů rodu dorůstá výšky jen 6 metrů a má na bázi silně ztlustlý kmen. Roste jako součást tropických suchých lesů.

## Ekologické interakce
Semena kavanilesií jsou sice křídlatá, zpravidla však nedoletí daleko a dopadají v blízkosti mateřského stromu. Obsahují velké množství škrobu (až 27 %), který začne ve vlhkém prostředí velmi rychle bobtnat a natahovat vodu. Jedná se pravděpodobně o přizpůsobení prostředí suchých tropických lesů, kdy je třeba aby semeno po příchodu dešťů rychle vyklíčilo a semenáč dostatečně zakořenil, než nastane opět suché období.

## Taxonomie
Rod Cavanillesia je v rámci čeledi slézovité řazen do podčeledi Bombacoideae. Před nástupem systému APG byl společně s řadou dalších rodů řazen do samostatné čeledi Bombacaceae. Dříve uváděný druh C. tuberculata byl ztotožněn s druhem C. platanifolia, druh C. arborea s C. umbellata.

## Význam
Kavanilesie náleží spolu s vlnovcem pětimužným a některými dalšími mohutnými druhy mezi nejvýznačnější stromy tropické Ameriky. Mají měkké a lehké dřevo, které se využívá zejména na rafty a kánoe a slouží jako náhrada balsy.
Kořeny C. platanifolia slouží v pralesích Latinské Ameriky jako zdroj čisté a pitné tekutiny.